# Megaselia politiceps
Megaselia politiceps är en tvåvingeart som beskrevs av Borgmeier 1967. Megaselia politiceps ingår i släktet Megaselia och familjen puckelflugor. Inga underarter finns listade i Catalogue of Life.